# 44e législature de l'Ontario
 (mars 2025).
La 44e législature de l'Ontario commence en 2025. Ses membres ont été élus lors de l'élection générale tenue le 27 février 2025. Cette élection a donné lieu à la formation d'un gouvernement majoritaire, dirigé par Doug Ford, chef du Parti progressiste-conservateur,,.

## Disposition de la chambre
Voici la répartition des députés dans la chambre de l'Assemblée législative.

## Liste des députés
Les noms des ministres sont en gras.
|  | Nom                     | Parti                     | Circonscription                                  | 1re élection       | Départ   | Notes |
|  | ----------------------- | ------------------------- | ------------------------------------------------ | ------------------ | -------- | ----- |
|  | Robert Cerjanec         | Libéral                   | Ajax                                             | 27 février 2025    | En poste |       |
|  | Bill Rosenberg          | Progressiste-conservateur | Algoma—Manitoulin                                | 27 février 2025    | En poste |       |
|  | Michael Parsa           | Progressiste-conservateur | Aurora—Oak Ridges—Richmond Hill                  | 7 juin 2018        | En poste |       |
|  | Andrea Khanjin          | Progressiste-conservateur | Barrie—Innisfil                                  | 7 juin 2018        | En poste |       |
|  | Doug Downey             | Progressiste-conservateur | Barrie—Springwater—Oro-Medonte                   | 7 juin 2018        | En poste |       |
|  | Tyler Allsopp           | Progressiste-conservateur | Baie de Quinte                                   | 19 septembre 2024  | En poste |       |
|  | Mary-Margaret McMahon   | Libéral                   | Beaches—East York                                | 2 juin 2022        | En poste |       |
|  | Charmaine Williams      | Progressiste-conservateur | Brampton-Centre                                  | 2 juin 2022        | En poste |       |
|  | Hardeep Grewal          | Progressiste-conservateur | Brampton-Est                                     | 2 juin 2022        | En poste |       |
|  | Graham McGregor         | Progressiste-conservateur | Brampton-Nord                                    | 2 juin 2022        | En poste |       |
|  | Prabmeet Sarkaria       | Progressiste-conservateur | Brampton-Sud                                     | 7 juin 2018        | En poste |       |
|  | Amarjot Sandhu          | Progressiste-conservateur | Brampton-Ouest                                   | 7 juin 2018        | En poste |       |
|  | Will Bouma              | Progressiste-conservateur | Brantford—Brant                                  | 7 juin 2018        | En poste |       |
|  | Paul Vickers            | Progressiste-conservateur | Bruce—Grey—Owen Sound                            | 27 février 2025    | En poste |       |
|  | Natalie Pierre          | Progressiste-conservateur | Burlington                                       | 2 juin 2022        | En poste |       |
|  | Brian Riddell           | Progressiste-conservateur | Cambridge                                        | 2 juin 2022        | En poste |       |
|  | George Darouze          | Progressiste-conservateur | Carleton                                         | 27 février 2025    | En poste |       |
|  | Trevor Jones            | Progressiste-conservateur | Chatham-Kent—Leamington                          | 2 juin 2022        | En poste |       |
|  | Marit Stiles            | Néo-démocrate             | Davenport                                        | 7 juin 2018        | En poste |       |
|  | Adil Shamji             | Libéral                   | Don Valley-Est                                   | 2 juin 2022        | En poste |       |
|  | Jonathan Tsao           | Libéral                   | Don Valley-Nord                                  | 27 février 2025    | En poste |       |
|  | Stephanie Bowman        | Libéral                   | Don Valley-Ouest                                 | 2 juin 2022        | En poste |       |
|  | Sylvia Jones            | Progressiste-conservateur | Dufferin—Caledon                                 | 10 octobre 2007    | En poste |       |
|  | Todd McCarthy           | Progressiste-conservateur | Durham                                           | 2 juin 2022        | En poste |       |
|  | Michelle Cooper         | Progressiste-conservateur | Eglinton—Lawrence                                | 27 février 2025    | En poste |       |
|  | Rob Flack               | Progressiste-conservateur | Elgin—Middlesex—London                           | 2 juin 2022        | En poste |       |
|  | Anthony Leardi          | Progressiste-conservateur | Essex                                            | 2 juin 2022        | En poste |       |
|  | Kinga Surma             | Progressiste-conservateur | Etobicoke-Centre                                 | 7 juin 2018        | En poste |       |
|  | Lee Fairclough          | Libéral                   | Etobicoke—Lakeshore                              | 27 février 2025    | En poste |       |
|  | Doug Ford               | Progressiste-conservateur | Etobicoke-Nord                                   | 7 juin 2018        | En poste |       |
|  | Donna Skelly            | Progressiste-conservateur | Flamborough—Glanbrook                            | 7 juin 2018        | En poste |       |
|  | Stéphane Sarrazin       | Progressiste-conservateur | Glengarry-Prescott-Russell                       | 2 juin 2022        | En poste |       |
|  | Mike Schreiner          | Vert                      | Guelph                                           | 7 juin 2018        | En poste |       |
|  | Bobbi Ann Brady         | Indépendante              | Haldimand—Norfolk                                | 2 juin 2022        | En poste |       |
|  | Laurie Scott            | Progressiste-conservateur | Haliburton—Kawartha Lakes—Brock                  | 6 octobre 2011     | En poste |       |
|  | Robin Lennox            | Néo-démocrate             | Hamilton-Centre                                  | 27 février 2025    | En poste |       |
|  | Neil Lumsden            | Progressiste-conservateur | Hamilton-Est—Stoney Creek                        | 2 juin 2022        | En poste |       |
|  | Monica Ciriello         | Progressiste-conservateur | Hamilton Mountain                                | 27 février 2025    | En poste |       |
|  | Sandy Shaw              | Néo-démocrate             | Hamilton-Ouest—Ancaster—Dundas                   | 7 juin 2018        | En poste |       |
|  | Ric Bresee              | Progressiste-conservateur | Hastings—Lennox and Addington                    | 2 juin 2022        | En poste |       |
|  | Tom Rakocevic           | Néo-démocrate             | Humber River—Black Creek                         | 7 juin 2018        | En poste |       |
|  | Lisa Thompson           | Progressiste-conservateur | Huron—Bruce                                      | 6 octobre 2011     | En poste |       |
|  | Karen McCrimmon         | Libéral                   | Kanata—Carleton                                  | 27 juillet 2023    | En poste |       |
|  | Greg Rickford           | Progressiste-conservateur | Kenora—Rainy River                               | 7 juin 2018        | En poste |       |
|  | Sol Mamakwa             | Néo-démocrate             | Kiiwetinoong                                     | 7 juin 2018        | En poste |       |
|  | Stephen Lecce           | Progressiste-conservateur | King—Vaughan                                     | 7 juin 2018        | En poste |       |
|  | Ted Hsu                 | Libéral                   | Kingston et les Îles                             | 2 juin 2022        | En poste |       |
|  | Aislinn Clancy          | Vert                      | Kitchener-Centre                                 | 30 novembre 2023   | En poste |       |
|  | Mike Harris Jr.         | Progressiste-conservateur | Kitchener—Conestoga                              | 7 juin 2018        | En poste |       |
|  | Jess Dixon              | Progressiste-conservateur | Kitchener-Sud—Hespeler                           | 2 juin 2022        | En poste |       |
|  | Steve Pinsonneault      | Progressiste-conservateur | Lambton—Kent—Middlesex                           | 2 mai 2024         | En poste |       |
|  | John Jordan             | Progressiste-conservateur | Lanark—Frontenac—Kingston                        | 2 juin 2022        | En poste |       |
|  | Steve Clark             | Progressiste-conservateur | Leeds—Grenville—Thousand Islands et Rideau Lakes | 4 mars 2010        | En poste |       |
|  | Teresa Armstrong        | Néo-démocrate             | London—Fanshawe                                  | 6 octobre 2011     | En poste |       |
|  | Terence Kernaghan       | Néo-démocrate             | London-Centre-Nord                               | 7 juin 2018        | En poste |       |
|  | Peggy Sattler           | Néo-démocrate             | London-Ouest                                     | 1er août 2013      | En poste |       |
|  | Paul Calandra           | Progressiste-conservateur | Markham—Stouffville                              | 7 juin 2018        | En poste |       |
|  | Logan Kanapathi         | Progressiste-conservateur | Markham—Thornhill                                | 7 juin 2018        | En poste |       |
|  | Billy Pang              | Progressiste-conservateur | Markham—Unionville                               | 7 juin 2018        | En poste |       |
|  | Zee Hamid               | Progressiste-conservateur | Milton                                           | 2 mai 2024         | En poste |       |
|  | Natalia Kusendova       | Progressiste-conservateur | Mississauga-Centre                               | 7 juin 2018        | En poste |       |
|  | Silvia Gualtieri        | Progressiste-conservateur | Mississauga-Est—Cooksville                       | 27 février 2025    | En poste |       |
|  | Sheref Sabawy           | Progressiste-conservateur | Mississauga—Erin Mills                           | 7 juin 2018        | En poste |       |
|  | Rudy Cuzzetto           | Progressiste-conservateur | Mississauga—Lakeshore                            | 7 juin 2018        | En poste |       |
|  | Deepak Anand            | Progressiste-conservateur | Mississauga—Malton                               | 7 juin 2018        | En poste |       |
|  | Nina Tangri             | Progressiste-conservateur | Mississauga—Streetsville                         | 7 juin 2018        | En poste |       |
|  | Guy Bourgouin           | Néo-démocrate             | Mushkegowuk—Baie James                           | 7 juin 2018        | En poste |       |
|  | Tyler Watt              | Libéral                   | Nepean                                           | 27 février 2025    | En poste |       |
|  | Dawn Gallagher Murphy   | Progressiste-conservateur | Newmarket—Aurora                                 | 2 juin 2022        | En poste |       |
|  | Jeff Burch              | Néo-démocrate             | Niagara-Centre                                   | 7 juin 2018        | En poste |       |
|  | Wayne Gates             | Néo-démocrate             | Niagara Falls                                    | 13 avril 2014      | En poste |       |
|  | Sam Oosterhoff          | Progressiste-conservateur | Niagara-Ouest                                    | 17 novembre 2016   | En poste |       |
|  | France Gélinas          | Néo-démocrate             | Nickel Belt                                      | 10 octobre 2007    | En poste |       |
|  | Vic Fedeli              | Progressiste-conservateur | Nipissing                                        | 6 octobre 2011     | En poste |       |
|  | David Piccini           | Progressiste-conservateur | Northumberland—Peterborough-Sud                  | 7 juin 2018        | En poste |       |
|  | Stephen Crawford        | Progressiste-conservateur | Oakville                                         | 7 juin 2018        | En poste |       |
|  | Effie Triantafilopoulos | Progressiste-conservateur | Oakville-Nord—Burlington                         | 7 juin 2018        | En poste |       |
|  | Stephen Blais           | Libéral                   | Orléans                                          | 27 février 2020    | En poste |       |
|  | Jennifer French         | Néo-démocrate             | Oshawa                                           | 12 juin 2014       | En poste |       |
|  | Catherine McKenney      | Néo-démocrate             | Ottawa-Centre                                    | 27 février 2025    | En poste |       |
|  | John Fraser             | Libéral                   | Ottawa-Sud                                       | 1er août 2013      | En poste |       |
|  | Lucille Collard         | Libéral                   | Ottawa—Vanier                                    | 27 février 2020    | En poste |       |
|  | Chandra Pasma           | Néo-démocrate             | Ottawa-Ouest—Nepean                              | 2 juin 2022        | En poste |       |
|  | Ernie Hardeman (en)     | Progressiste-conservateur | Oxford                                           | 8 juin 1995        | En poste |       |
|  | Alexa Gilmour           | Néo-démocrate             | Parkdale—High Park                               | 27 février 2025    | En poste |       |
|  | Graydon Smith           | Progressiste-conservateur | Parry Sound—Muskoka                              | 2 juin 2022        | En poste |       |
|  | Matthew Rae             | Progressiste-conservateur | Perth—Wellington                                 | 2 juin 2022        | En poste |       |
|  | Dave Smith              | Progressiste-conservateur | Peterborough—Kawartha                            | 7 juin 2018        | En poste |       |
|  | Peter Bethlenfalvy      | Progressiste-conservateur | Pickering—Uxbridge                               | 7 juin 2018        | En poste |       |
|  | Billy Denault           | Progressiste-conservateur | Renfrew—Nipissing—Pembroke                       | 27 février 2025    | En poste |       |
|  | Daisy Wai               | Progressiste-conservateur | Richmond Hill                                    | 7 juin 2018        | En poste |       |
|  | Jennie Stevens          | Néo-démocrate             | St. Catharines                                   | 7 juin 2018        | En poste |       |
|  | Bob Bailey              | Progressiste-conservateur | Sarnia—Lambton                                   | 10 octobre 2007    | En poste |       |
|  | Chris Scott             | Progressiste-conservateur | Sault Ste. Marie                                 | 27 février 2025    | En poste |       |
|  | Aris Babikian           | Progressiste-conservateur | Scarborough—Agincourt                            | 7 juin 2018        | En poste |       |
|  | David Smith             | Progressiste-conservateur | Scarborough-Centre                               | 2 juin 2022        | En poste |       |
|  | Andrea Hazell           | Libéral                   | Scarborough—Guildwood                            | 27 juillet 2023    | En poste |       |
|  | Raymond Cho             | Progressiste-conservateur | Scarborough-Nord                                 | 1er septembre 2016 | En poste |       |
|  | Vijay Thanigasalam      | Progressiste-conservateur | Scarborough—Rouge Park                           | 7 juin 2018        | En poste |       |
|  | Doly Begum              | Néo-démocrate             | Scarborough-Sud-Ouest                            | 7 juin 2018        | En poste |       |
|  | Brian Saunderson        | Progressiste-conservateur | Simcoe—Grey                                      | 2 juin 2022        | En poste |       |
|  | Jill Dunlop             | Progressiste-conservateur | Simcoe-Nord                                      | 7 juin 2018        | En poste |       |
|  | Chris Glover            | Néo-démocrate             | Spadina—Fort York                                | 7 juin 2018        | En poste |       |
|  | Nolan Quinn             | Progressiste-conservateur | Stormont—Dundas—South Glengarry                  | 2 juin 2022        | En poste |       |
|  | Jamie West              | Néo-démocrate             | Sudbury                                          | 7 juin 2018        | En poste |       |
|  | Laura Smith             | Progressiste-conservateur | Thornhill                                        | 2 juin 2022        | En poste |       |
|  | Kevin Holland           | Progressiste-conservateur | Thunder Bay—Atikokan                             | 2 juin 2022        | En poste |       |
|  | Lise Vaugeois           | Néo-démocrate             | Thunder Bay—Supérieur-Nord                       | 2 juin 2022        | En poste |       |
|  | John Vanthof            | Néo-démocrate             | Timiskaming—Cochrane                             | 6 octobre 2011     | En poste |       |
|  | George Pirie            | Progressiste-conservateur | Timmins                                          | 2 juin 2022        | En poste |       |
|  | Kristyn Wong-Tam        | Néo-démocrate             | Toronto-Centre                                   | 2 juin 2022        | En poste |       |
|  | Peter Tabuns            | Néo-démocrate             | Toronto—Danforth                                 | 30 mars 2006       | En poste |       |
|  | Stephanie Smyth         | Libéral                   | Toronto—St. Paul's                               | 27 février 2025    | En poste |       |
|  | Jessica Bell            | Néo-démocrate             | University—Rosedale                              | 7 juin 2018        | En poste |       |
|  | Michael Tibollo         | Progressiste-conservateur | Vaughan—Woodbridge                               | 7 juin 2018        | En poste |       |
|  | Catherine Fife          | Néo-démocrate             | Waterloo                                         | 6 septembre 2012   | En poste |       |
|  | Joseph Racinsky         | Progressiste-conservateur | Wellington—Halton Hills                          | 27 février 2025    | En poste |       |
|  | Lorne Coe               | Progressiste-conservateur | Whitby                                           | 11 février 2016    | En poste |       |
|  | Stan Cho                | Progressiste-conservateur | Willowdale                                       | 7 juin 2018        | En poste |       |
|  | Andrew Dowie            | Progressiste-conservateur | Windsor—Tecumseh                                 | 2 juin 2022        | En poste |       |
|  | Lisa Gretzky            | Néo-démocrate             | Windsor-Ouest                                    | 12 juin 2014       | En poste |       |
|  | Michael Kerzner         | Progressiste-conservateur | York-Centre                                      | 2 juin 2022        | En poste |       |
|  | Caroline Mulroney       | Progressiste-conservateur | York—Simcoe                                      | 7 juin 2018        | En poste |       |
|  | Mohamed Firin           | Progressiste-conservateur | York-Sud—Weston                                  | 27 février 2025    | En poste |       |